# Samantha Armytage
Samantha Armytage (Nueva Galés del Sur, 4 de septiembre de 1976) es una presentadora de noticias de televisión australiana.
Armytage se convirtió en coanfitriona de Sunrise junto a David Koch en 2013. Anteriormente fue coanfitriona de Weekend Sunrise y presentó Seven 4.30 News .

## Carrera
Armytage comenzó su carrera en los medios en WIN Television en Canberra en 1999, como reportera de noticias y presentadora en Canberra. Después de esto, se unió a Sky News Australia en 2002, donde fue la principal reportera política.
Armytage se unió a Seven Network en 2003 después de ser notada por los ejecutivos de la red mientras cubría los incendios de Canberra 2003. En diciembre de 2004, consiguió su primer papel principal de presentación, llenando como presentadora en Seven News Sydney durante el período de verano sin calificaciones. Después del período sin calificaciones, tuvo temporadas presentando Seven Morning News, las actualizaciones nacionales de noticias tardías, y llenando como presentadora de Seven News Sydney . Durante 2005 y 2006, Armytage fue un presentador de relleno regular para Chris Bath en Seven News Sydney . En octubre de 2006, Armytage reemplazó a Mike Amor como presentadora de Seven 4.30 News . Ella había reemplazado a Rebecca Maddern como presentadora cuando la red trasladó la producción de Melbourne a Sídney. En junio de 2007, Armytage fue nombrada coanfitriona  Weekend Sunrise junto a Andrew O'Keefe, en reemplazo de Lisa Wilkinson, quien se mudó a Today on the Nine Network .
En 2011, fue concursante en Dancing With The Stars y continuó presentando informes para Sunday Night, y también fue presentadora habitual en Sunrise, Today Tonight y The Morning Show . En junio de 2013, Armytage fue anunciado como el reemplazo de Melissa Doyle, copresentadora de Sunrise ; ella comenzó su posición en septiembre. En 2014, presentó el reality show de cambio de imagen Bringing Sexy Back, que fue cancelado después de una temporada debido a las bajas calificaciones.

#### Controversia
En marzo de 2015, Armytage fue acusada de racismo en una entrevista al aire, luego de felicitar a una mujer por parecer más blanca que su gemela. Después de que más de 2.000 personas firmaron una petición en línea pidiéndole que se disculpara, ella lo hizo.
En febrero de 2016, una parodia temática de Sex and The City en Sunrise con la actriz Kristen Davis fracasó en Armytage. Davis había aparecido en el programa para discutir su trabajo con el Alto Comisionado de las Naciones Unidas para los Refugiados, pero más tarde en Twitter expresó su molestia porque Sunrise se centró en su papel en Sex and The City . Después del incidente, Armytage, que estaba destinado a MC y realizar una entrevista con Davis en un evento de la ONU en Sídney, se le pidió que no organizara ni asistiera al evento.
En marzo de 2018, Armytage organizó un segmento en Sunrise centrado en la adopción aborigen, durante el cual afirmó incorrectamente que los niños aborígenes no podían ser criados por personas blancas y declaró que " Generación post - robada, ha habido un gran movimiento para dejar a los niños aborígenes donde son, incluso si están siendo descuidados en sus propias familias ". Las protestas se llevaron a cabo fuera del estudio Sunrise en Martin Place en respuesta al segmento. En septiembre de 2018, la Autoridad Australiana de Comunicaciones y Medios dictaminó que el segmento había violado el Código de Prácticas de la Industria de la Televisión Comercial, ya que contenía declaraciones inexactas y "fuertes generalizaciones negativas sobre los pueblos indígenas como grupo".

## Linaje familiar

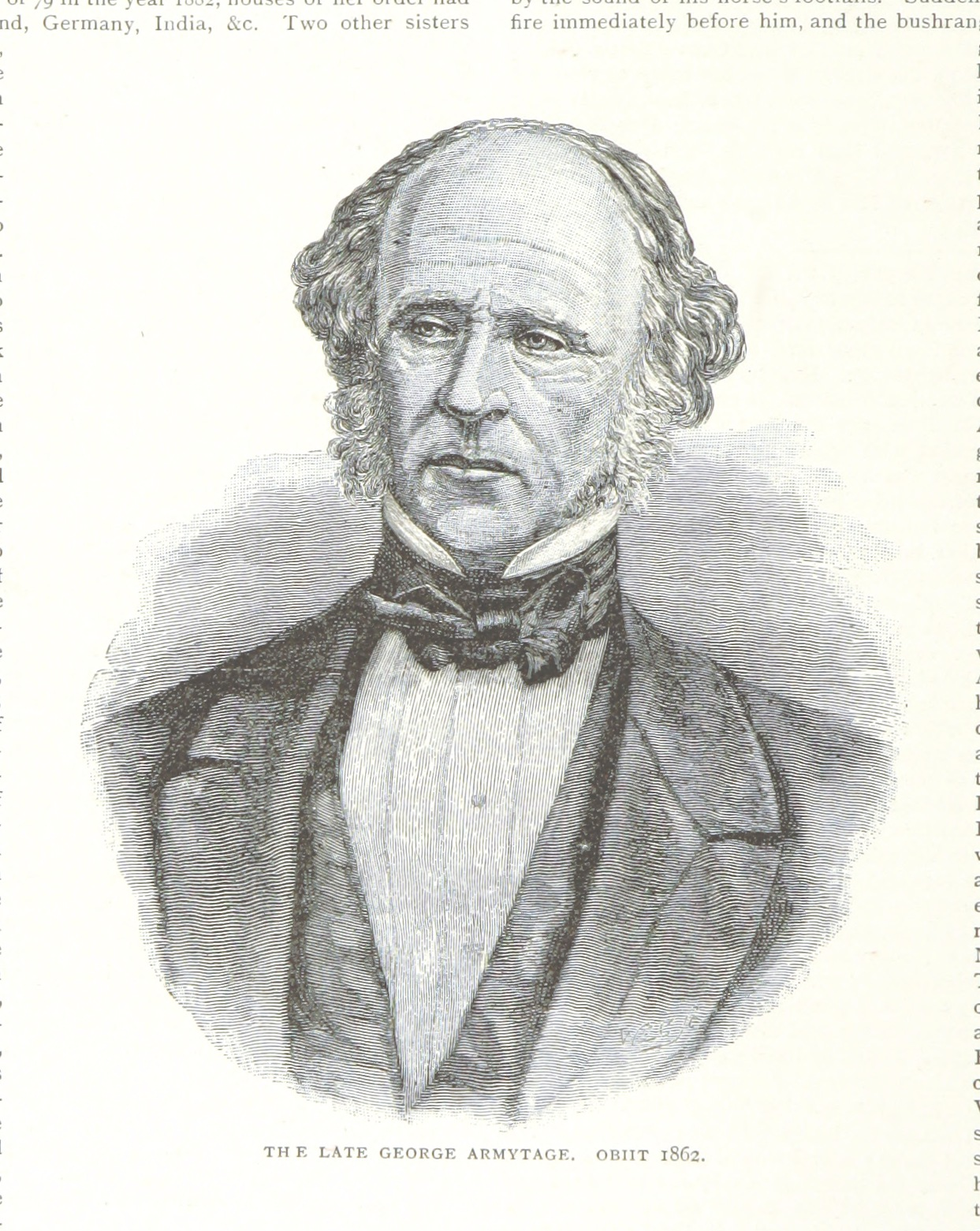
Samantha Armytage es descendiente del pionero colono británico George Armytage.

Samantha es descendiente directa de George Armytage, un colono británico pionero en Australia . Recibió importantes concesiones de tierra en Bagdad en Tasmania, y más tarde obtuvo áreas más grandes en el oeste de Victoria como okupa pastoral. Como resultado de que gran parte de esta tierra fue tomada por la fuerza de los aborígenes por los ejércitos del ejército y sus administradores de propiedades coloniales, estuvieron involucrados en varios casos de conflicto fronterizo . Por ejemplo, cuando se apoderó de un área cerca de Geelong en 1836, Wathaurung mató a tiros a Charles Franks (un socio comercial de los ejércitos) . Una expedición punitiva posterior contra los aborígenes locales aparentemente sirvió como "una advertencia a los nativos que en el futuro no cometerán excesos sin sentido" contra los ocupantes británicos.
Las ventajas de obtener vastas áreas de tierra prácticamente de forma gratuita pronto se dieron cuenta y los Armytages se hicieron extremadamente ricos, siendo dueños de famosas mansiones como The Hermitage en Geelong y Como House en Toorak . Expandieron su empresa a propiedades en Nueva Gales del Sur y Queensland, y también a la lucrativa industria de la carne congelada. Los Armytage conservaron su herencia pastoral en los últimos tiempos, con el padre de Samantha Armytage como administrador de propiedades cerca de Adaminaby .